# Remizide
Remizidele (Remizidae), numite și boicuși, pițigoi pungari, este o familie mică de păsări mici asemănătoare cu pițigoii, care cuprinde 12 specii. Această familie include 3 genuri, răspândite în palearctic (Remiz), în Africa (Anthoscopus) și în America de Nord (Auriparus). Remizidele sunt păsări mici, cu o lungime de 7-11 cm și o greutate de 6-15 g. Au ciocul subțire, ascuțit, vibrizele sunt absente la baza sa. Aripa este rotunjită, prima remige este mică și îngustă. Coada este mai scurtă decât aripa, vârful cozii cu o scobitură. Picioarele sunt mici, labele puternice, cu degetul posterior bine dezvoltat, înarmat cu o gheară mare, uneori masivă. Toate ghearele sunt încârligate, puternic comprimate lateral, adesea cu șănțulețe pe laturi. Penajul este moale, des, pufos. Remizidele au o culoare spălăcită, cu o combinație de culori ruginii, galbene, albe, cenușii, negre și verzui. Sexele sunt asemănătoare. Trăiesc în păduri deschise, copaci de pe malul apei, stufărișuri, deșerturi cu vegetație răzleață și în pădurea montane. Se hrănesc în principal cu nevertebrate, mai ales cu insecte; la unele specii, semințele de plante joacă un rol semnificativ în hrană. În cea mai mare parte sunt monogame, uneori bigame, poligame sau poliandrice. Remizidele au cuiburi foarte caracteristice în formă de retortă sau alungit-ovale cu o intrare laterală sub formă de tunel, situată în partea superioară. De obicei, cuiburile sunt suspendate de o ramură subțire, adesea deasupra apei și sunt foarte asemănătoare cu construcția unor specii de păsări țesătoare (Ploceidae). Aceste cuiburi sunt foarte rezistente, în Africa, de exemplu, localnicii le folosesc ca niște poșete. Unele remizide își amplasează cuiburile printre ramurile sau tulpinile de stuf. Ponta constă din 3-12 ouă albe. De obicei, cuibăresc în perechi, după reproducere și în timpul iernii se țin în cârduri. Unele specii sunt migratoare, altele hoinăresc pe distanțe mici sau sunt sedentare. Năpârlesc de două ori - toamnă năpârlesc complet, primăvară parțial (se schimbă penajul de pe cap și gât). Juvenilii în prima toamnă năpârlesc complet. În România și Republica Moldova se întâlnește o singură specie - boicușul (Remiz pendulinus).

## Sistematica
Familia remizidelor cuprinde 12 specii incluse în 3 genuri:
- Remiz

- Remiz pendulinus = Boicuș
- Remiz macronyx = Boicuș cu cap negru
- Remiz coronatus
- Remiz consobrinus

- Anthoscopus

- Anthoscopus punctifrons
- Anthoscopus parvulus
- Anthoscopus musculus
- Anthoscopus flavifrons
- Anthoscopus caroli
- Anthoscopus sylviella
- Anthoscopus minutus

- Auriparus

- Auriparus flaviceps